# Bruine breedvleugeluil
De bruine breedvleugeluil (Diarsia brunnea) is een nachtvlinder uit de familie van de uilen, de Noctuidae. 

## Beschrijving
De voorvleugellengte bedraagt tussen de 16 en 20 millimeter. De grondkleur van de voorvleugels is bruin, de vleugel is tamelijk effen gekleurd. De lichtgekleurde of licht omrande  niervlek valt goed op en is geflankeerd door een vierkante donkere vlek.

## Waardplanten
De bruine breedvleugeluil is polyfaag. Voor de overwintering eet de rups van kruidachtige planten, erna ook van houtige planten en zelfs loofbomen. De rups is te vinden van augustus tot mei. De vlinder kent een generatie die vliegt van halverwege mei tot halverwege augustus.

## Voorkomen
De soort komt verspreid over het noorden van het Palearctisch gebied voor. De bruine breedvleugeluil is in Nederland een algemene en in België een vrij algemene soort. 